# Институт народов Севера
Институ́т наро́дов Се́вера (ИНС) — единственное в России высшее учебное заведение, готовящее педагогические и научные кадры более чем для 30 коренных малочисленных народов Севера, Сибири и Дальнего Востока. Входит в состав Российского государственного педагогического университета им. А. И. Герцена. Располагается на 3 и 4 этажах здания бывшей школы № 52 Кировского района Санкт-Петербурга, построенной в 1930—1932 годах архитектором И. И. Фоминым в стиле конструктивизма.

## История

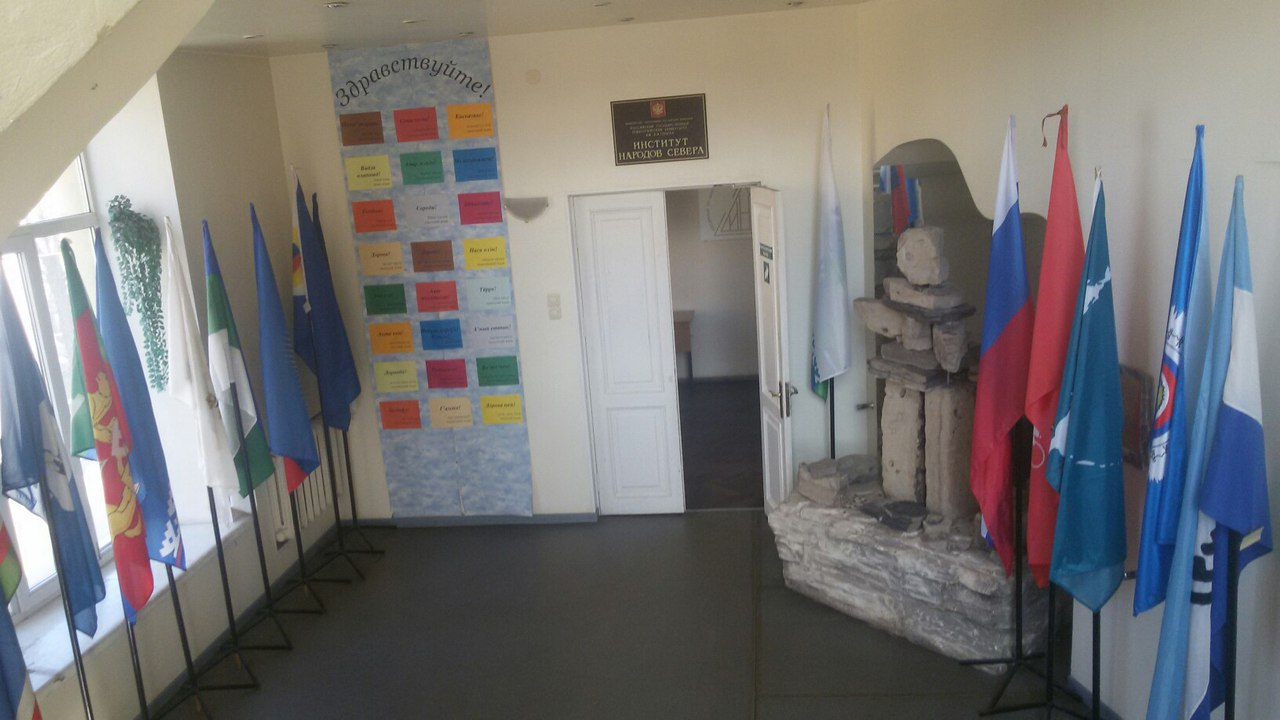
Вход в основной учебный корпус Института народов Севера на 3 этаже здания

- 1925 — создаётся Северный институт Ленинградского государственного университета.
- в 1926—1927 академическом году открытое в 1925 г. при Ленинградском государственном университете северное отделение было передано в Центральный институт живых восточных языков (ЦИЖВЯ). Отделение передано на правах рабочего факультета для представителей северных и восточных народностей СССР; в нём также обучались монгольские и тибетские студенты[1]. Северный факультет просуществовал в составе Ленинградского Восточного Института 3 года. Северный факультет располагался в здании закрывшейся с 1918 г. Духовной академии на Обводном канале, дом 7[2]. В 1929 г. на факультете обучалось 292 человека.
- 1929 — для подготовки педагогических кадров для северных национальных школ в Ленинградском государственном педагогическом институте начинается подготовка учителей из числа народов Севера. В разные годы это подразделение ЛГПИ было известно как отделение народов Севера и факультет народов Крайнего Севера.
- 1930 — Северный институт становится самостоятельным и получает название Институт народов Севера ВЦИК. В институте ведётся подготовка кадров средней и высшей квалификации по советско-партийному и культурному строительству, кооперативно-колхозной работе, промышленному делу для Севера, а также кадров научных работников. При Институте народов Севера была открыта аспирантура (1-й выпуск в 1934 году) и создана научно-исследовательская ассоциация по созданию письменности на языках народов Севера и составлению учебных книг на родных языках. Институт находился в ведении Учёного комитета при ЦИК СССР, с 1936 года — Главсевморпути, с 1939 года — Наркомпроса РСФСР.
- 1939 — реорганизован в Педагогический институт народов Севера. Среди инициаторов создания института — В. Г. Богораз, Г. М. Василевич. Подготовка была организована по типу учительского (неполное высшее образование) и педагогических институтов. Студенты (до 400 человек) представляли 24 народности Крайнего Севера и находились на полном государственном обеспечении.
- 1941 — в связи с началом Великой Отечественной войны Институт народов Севера ВЦИК был эвакуирован в Тобольск.
- В 1942 году стал факультетом народов Севера при Омском педагогическом институте[3].
- в 1945 году влился в Восточный факультет ЛГУ, здесь были открыты подготовительные курсы для учащихся, не имевших среднего образования.
- В 1948 году вновь создан факультет народов Севера с отделениями русского языка, литературы и языков народов Севера, историко-этнографическим и экономико-географическим.
- 1953 — коллектив Северного института ЛГУ вливается в ЛГПИ в качестве факультета народов Крайнего Севера (ФНКС).
- 2001 — факультет народов Крайнего Севера приобрёл статус Института народов Севера РГПУ.

## Кафедры
- Кафедра алтайских языков, фольклора и литературы
- Кафедра палеоазиатских языков, фольклора и литературы
- Кафедра уральских языков, фольклора и литературы
- Кафедра этнокультурологии[4]

## Языки
В университете преподаются до 23 языков коренных малочисленных народов Севера, Сибири и Дальнего Востока Российской Федерации: тунгусо-маньчжурские языки (эвенкийский, эвенский, ульчский, удэгейский, орокский, нанайский), тюркские языки (долганский), самодийские языки (ненецкий, нганасанский, селькупский, энецкий); финно-угорские языки (саамский, хантыйский, мансийский, вепсский), палеоазиатские языки (эскимосский, алеутский, чукотский, корякский, ительменский, юкагирский, кетский, нивхский), причём преподавание нганасанского, долганского, ительменского, энецкого, орокского и некоторых других языков осуществляется только в институте народов Севера.

## Издания
Институт издавал «Известия» (1935—1937 годы), «Труды» (1932—1933 годы), журнал «Тайга и тундра» (1928—1933 годы).
При институте было создано издательство, выпускавшее переводные и собственные научные труды.
- А.Попов. Материалы для библиографии русской литературы по изучению шаманства северо-азиатских народов. 1932.
- Фридрих Энгельс, Лев Яковлевич Штернберг. Семья и род у народов Северо-Восточной Азии. 1933.
- Льюис Г. Морган. Древнее общество. 1934, перевод оригинальной книги по антропологии, вышедшей в 1877 году и положившей начало изучению истории первобытного общества.

## Архитектура
Здание, занимаемое институтом, построено в 1930—1932 годах как школьное здание на 1640 учащихся и является одной из ранних построек И. И. Фомина в стиле конструктивизма. В плане несколько напоминает Дом технической учёбы. Основной корпус (изначально с обоими скруглёнными торцами) протяжённостью около 250 метров, расположенный перпендикулярно проспекту Стачек, соединён с отдельно стоящей цилиндрической столовой переходом на уровне второго этажа. Учебные помещения располагаются вдоль обоих протяжённых фасадов и соединяются длинным коридором, в который также выходят рекреации и лестницы, расположенные вдоль северного фасада. Сближенные окна в характерной для конструктивизма манере тянутся лентами вдоль фасадов, прерываясь вертикальными витражами лестничных клеток с северной стороны. В закруглённых торцах были расположены актовый и спортивный залы. В результате попадания снаряда в торец со стороны проспекта Стачек он был утрачен и заменён после войны плоским портиком в стиле «сталинского ампира».
Здание является памятником архитектуры регионального значения.

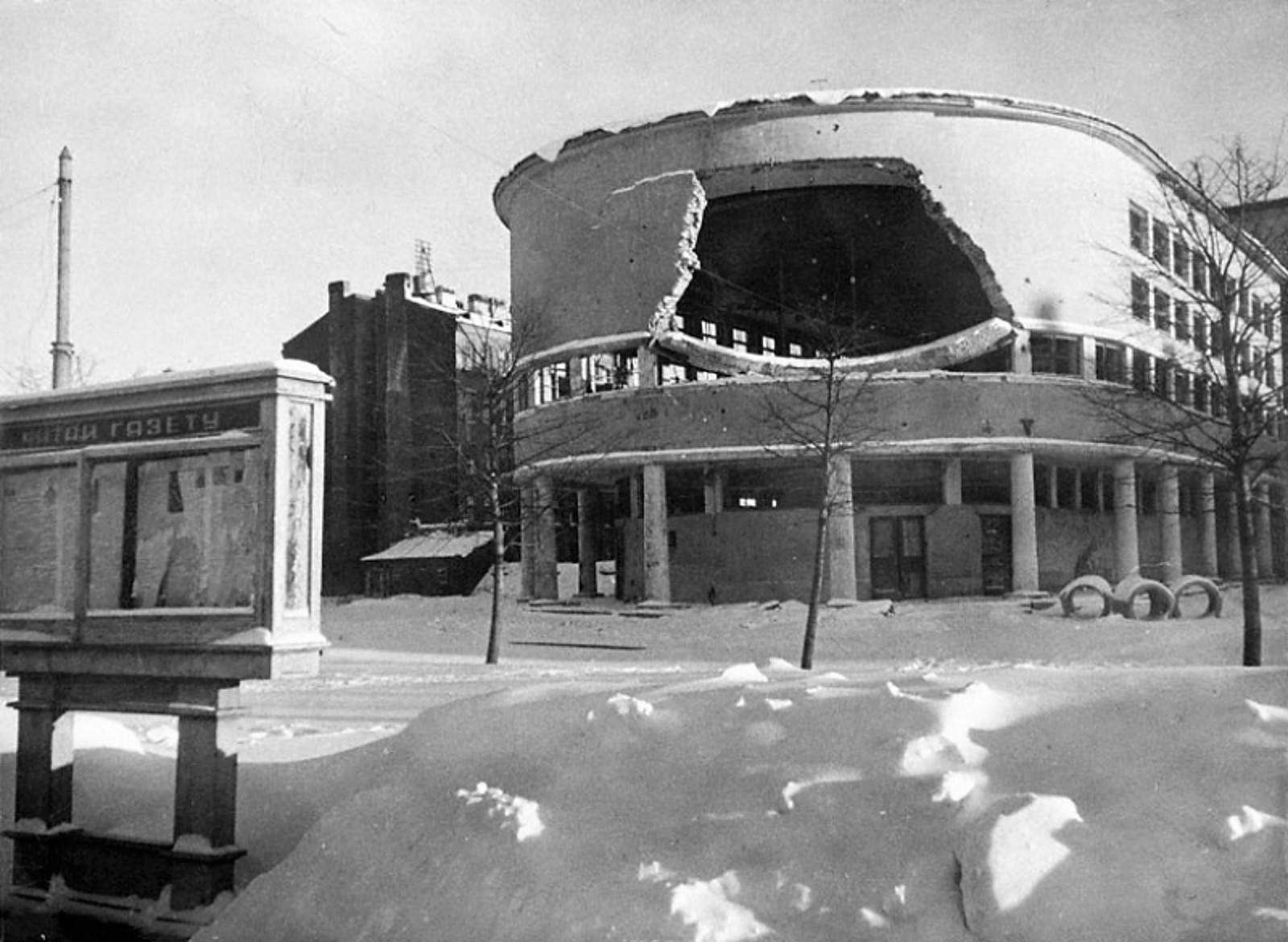
52-я школа Кировского района после артобстрела. Западный фасад. Декабрь 1942 года.
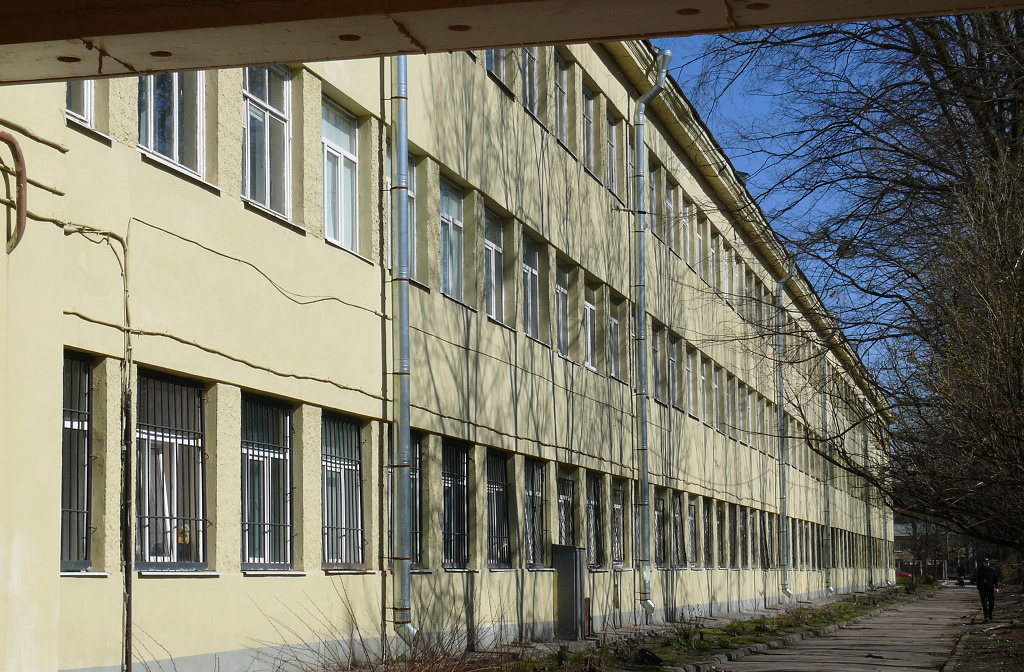
Южный фасад
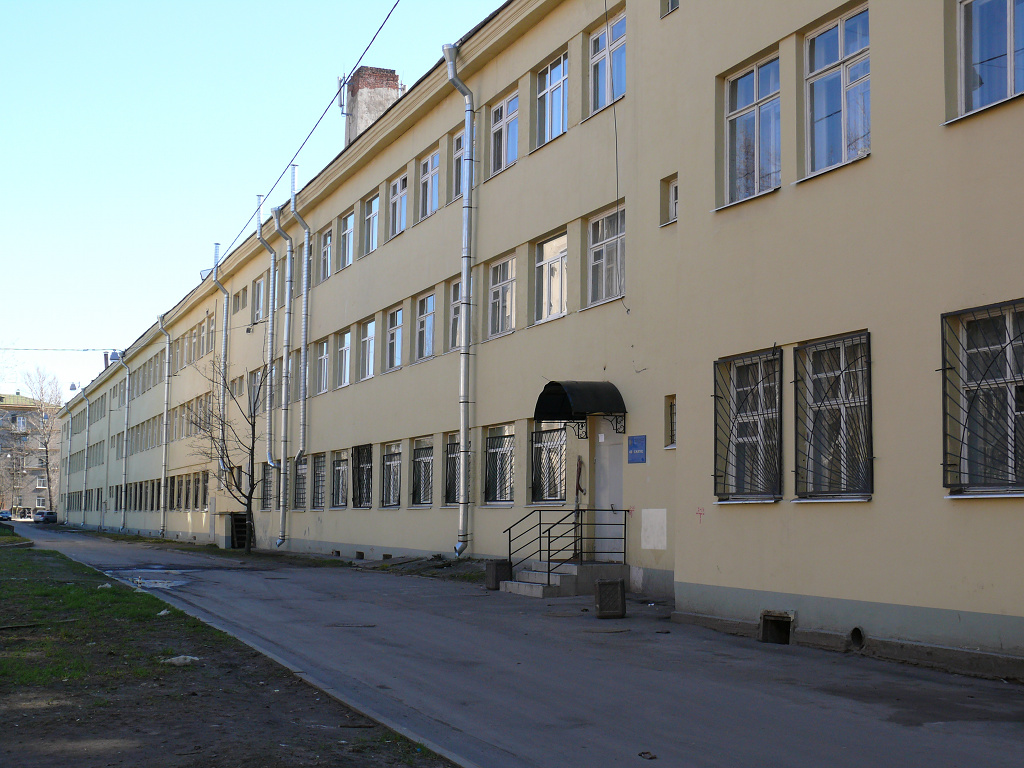
Северный фасад
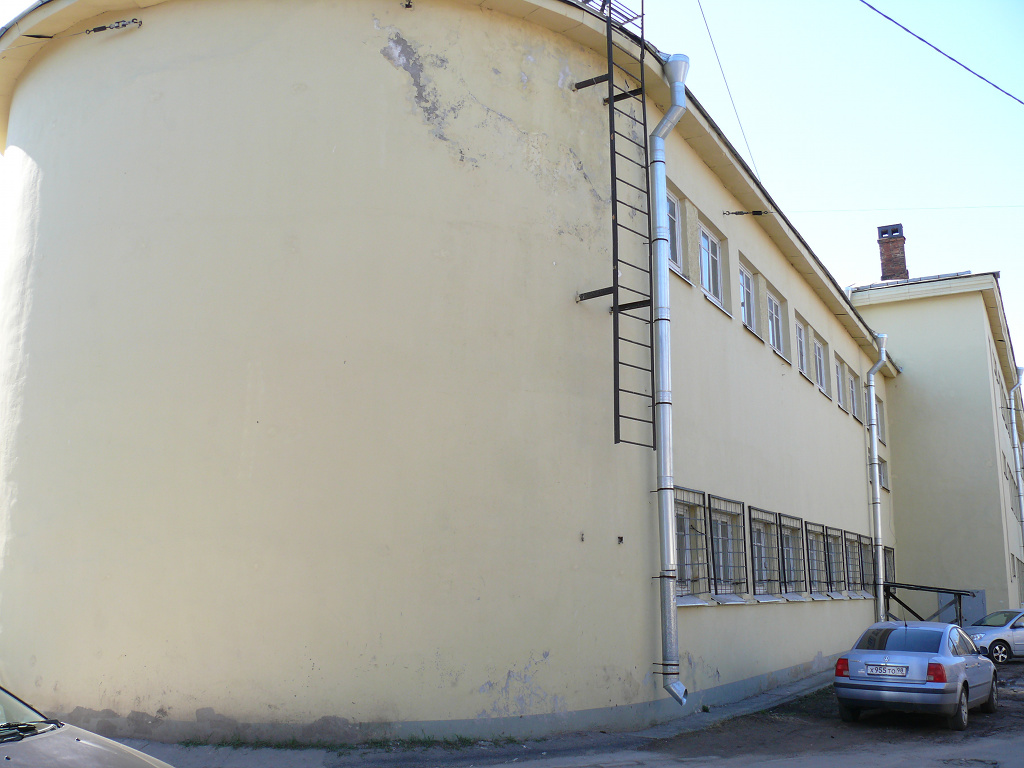
Восточное крыло
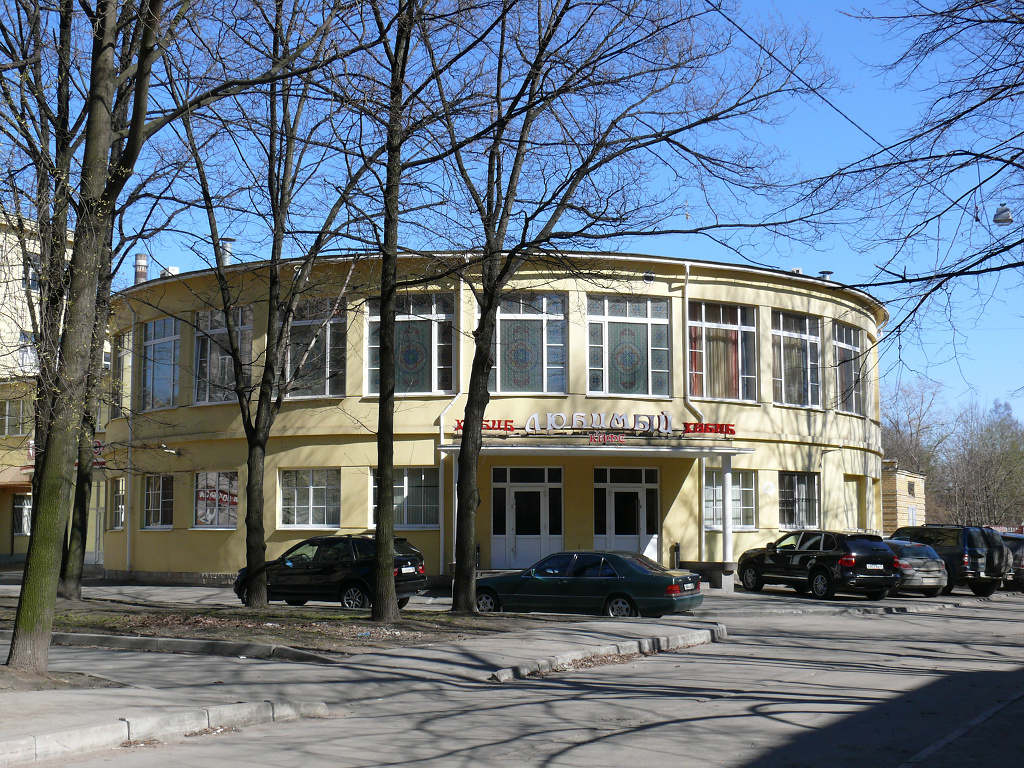
Здание, в котором ранее находилась столовая
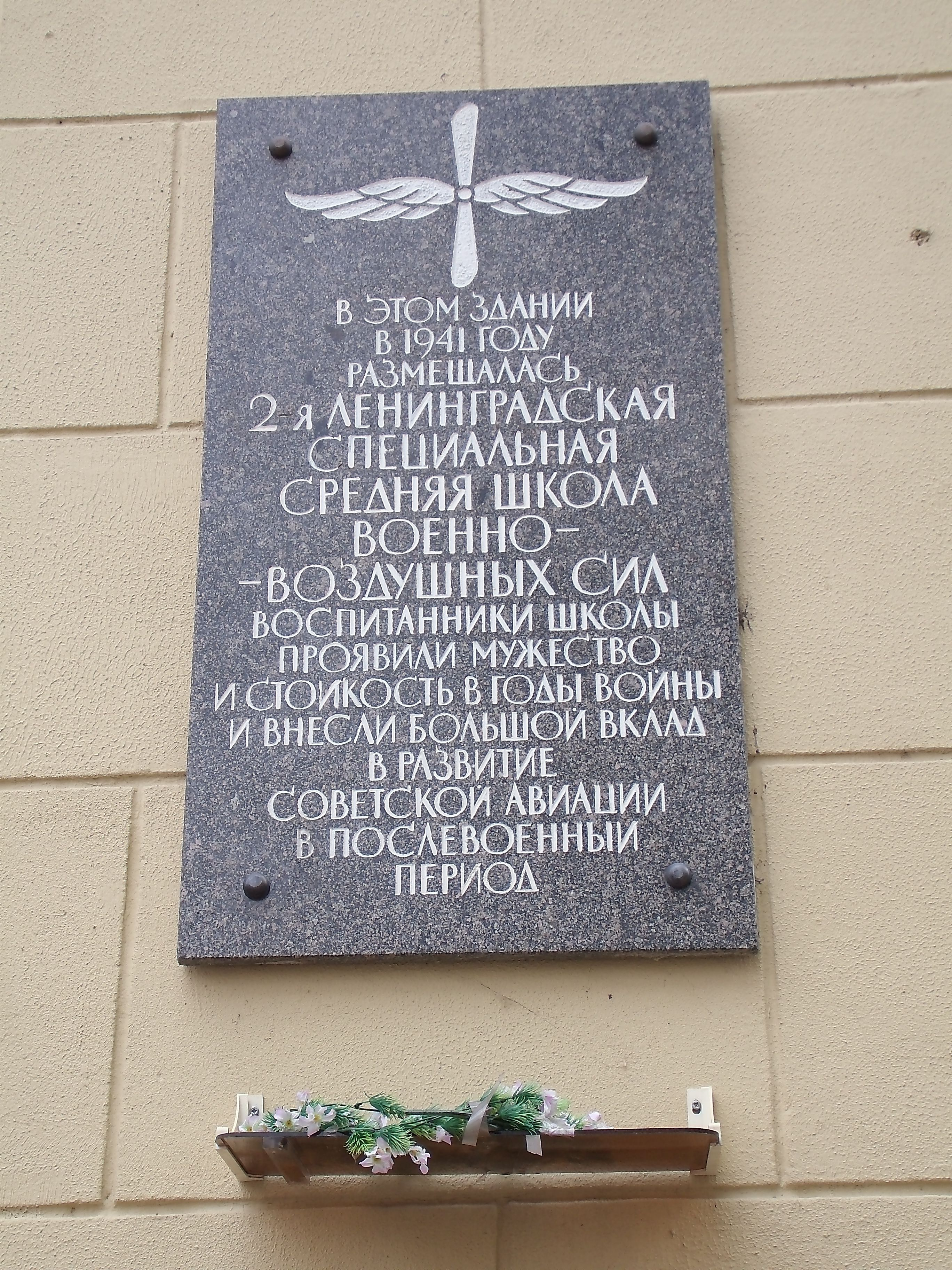
Памятная доска

Доска на здании на проспекте Стачек, 30: «В этом здании в 1941 году размещалась 2-я ленинградская специальная средняя школа военно-воздушных сил. Воспитанники школы проявили мужество и стойкость в годы войны и внесли большой вклад в развитие советской авиации в послевоенный период».